# Cirolana dissimilis
Cirolana dissimilis là một loài chân đều trong họ Cirolanidae. Loài này được Keable miêu tả khoa học năm 2001.